# جو ألوين
جو ألون (بالإنجليزية: Joe Alwyn)‏ (مواليد 21 فبراير 1991 في شمال لندن) هو ممثل بريطاني صاعد. يعيش في منزل في لندن بقيمة 1.3 مليون دولار مع والدته الطبيبة النفسية إلزابيث ألوين ووالده مخرج الأفلام الوثائقية ريتشارد ألوين، وجده هو الملحن البريطاني الناجح وليام ألوين.

## تعليمه
تخرج الوين من جامعة برستل في تخصص اللغة الإنجليزية والدراما، ودرس في أكاديمية رويال سنترال للخطابة والدرامة وتخرج منها سنة 2015 .

## أعماله الفنية
| السنة | الفيلم                         | الدور          |
| ----- | ------------------------------ | -------------- |
| 2016  | Billy Lynn's Long Halfime Walk | Billy Lynn     |
| 2018  | The Favourite                  | Samuel masham  |
| 2018  | Marry Queen of Scots           | Robert Dudley  |
| 2018  | Operation Finale               | Klaus Eichmann |
| 2018  | Boy Erased                     |                |

## روابط خارجية
- جو ألوين على موقع IMDb (الإنجليزية)
- جو ألوين على موقع ألو سيني (الفرنسية)
- جو ألوين على موقع ميوزك برينز (الإنجليزية)
- جو ألوين على موقع ديسكوغز (الإنجليزية)
- جو ألوين على موقع قاعدة بيانات الفيلم (الإنجليزية)
- جو ألوين على موقع كينوبويسك (الروسية)